# Эль-Ареналь (Майорка)

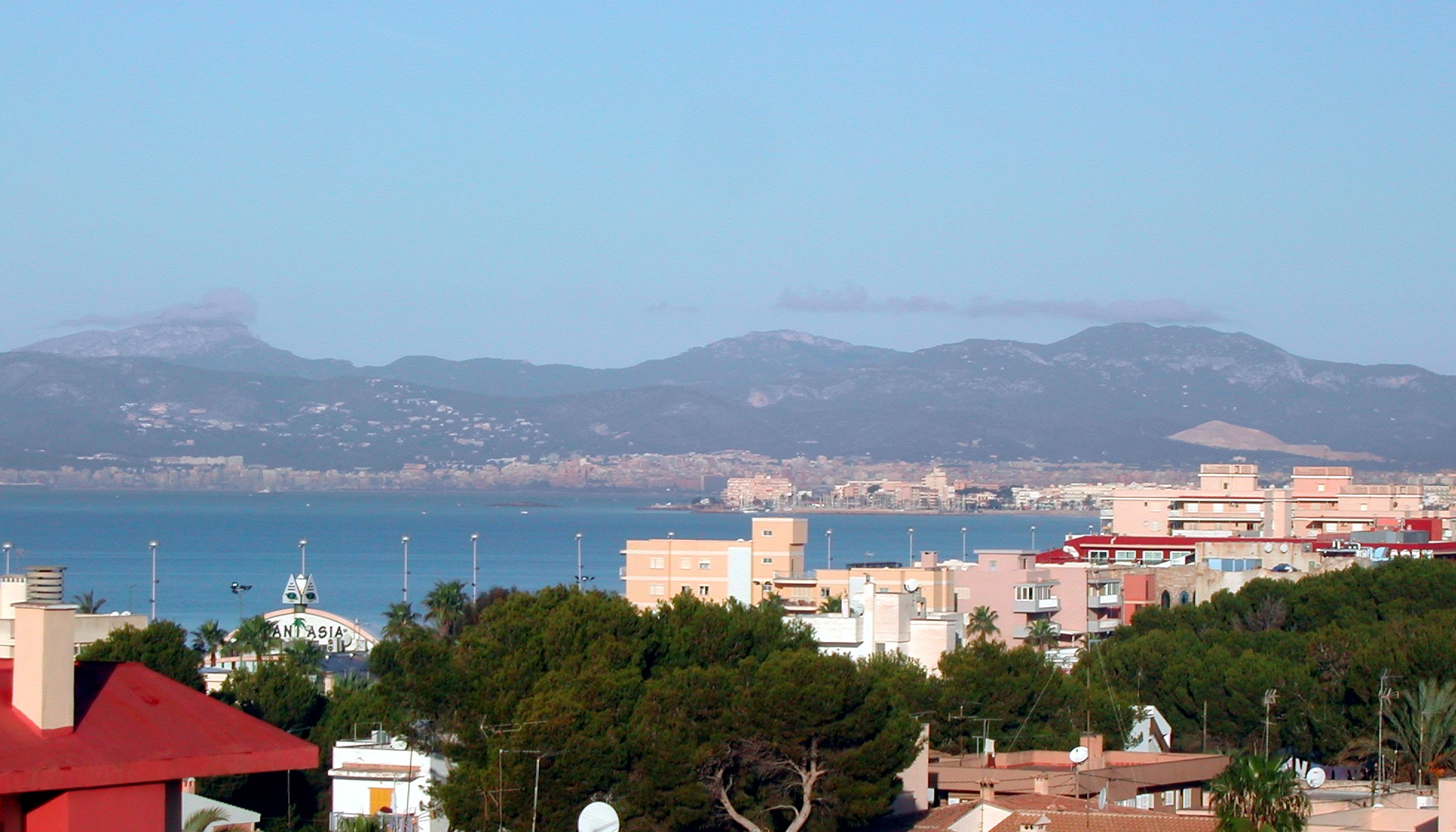
Вид на С’Ареналь

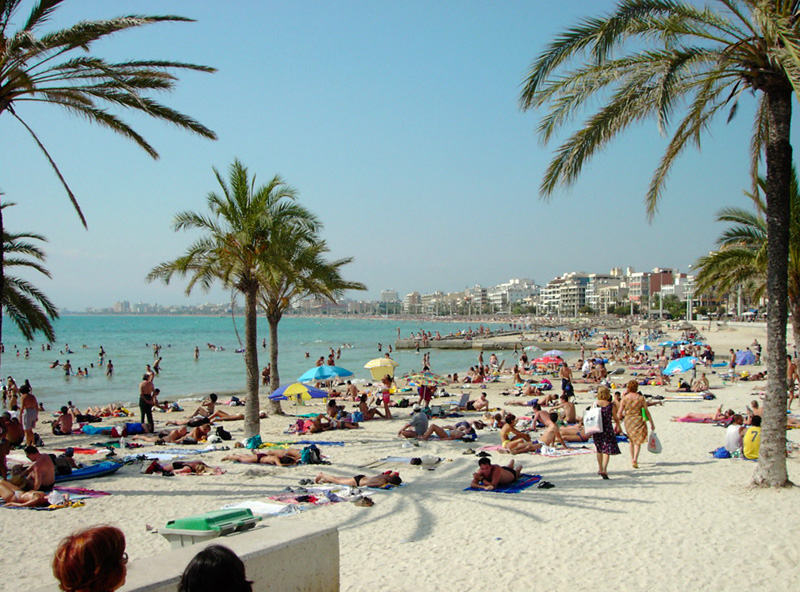
Пляж в С’Аренале

Эль-Ареналь (иногда С'Ареналь, исп. El Arenal, кат. L’Arenal, мальорканск. диалект S’Arenal) — курортное поселение на Мальорке, Испания.

## География
Эль-Ареналь находится на южном побережье Мальорки, в районе (комарке) Миджорн, на юго-восточном краю бухты Пальма (Badia de Palma). Административно разделён между муниципалитетом Льюкмайор (куда входит его большая часть) и столицей Мальорки Пальмой. Границей между ними является часто пересыхающее русло впадающего в Средиземное море горного ручья Torrent des Jueus. От находящегося на северо-востоке от городского центра Пальма-де-Мальорки его отделяют 12 километров, от одноимённого международного аэропорта (называемого также Сон-Сант-Хоан) — 5,5 километра.
В 2010 году в Эль-Аренале проживал 16 841 человек, из них 10 242 в районе Льюкмайор и 6599 — в черте Пальма-де-Мальорки. Впервые документально упомянут в 1887 году. В прошлом городок представлял собой крохотную рыбацкую деревушку, в 1910 году население было 37 человек. После строительства в 1914 году автострады между Пальмой и Льюкмайором, проходившей через Эль-Ареналь, население его стало стремительно расти. В конце 1930-х здесь жило уже 379 человек. В годы Гражданской войны в Испании 1936—1939 горожане поддерживали Испанскую республику.
В 1950-е годы в Эль-Аренале начинается строительный и туристический бум. На побережье вырастает множество отелей, в 1960 здесь живёт уже 1162 человека, в 1981 году — 9106. В 1960 году часть территории Эль-Ареналя переходит под управление столицы Мальорки — Пальмы.
Большинство из отелей Эль-Ареналя было построено между 1960 и 1968 годами. Всего же в самом городке находится более 70 гостиниц и ещё более 65 в прилегающем к нему районе близ пляжного променада Платья-де-Пальма. среди иностранных туристов, посещающих Эль-Ареналь, на первом месте стоят гости из Германии, однако в последние годы сюда всё в большем числе приезжают туристы из России. На восточной окраине Эль-Ареналя расположен водный парк «Aqualand» — крупнейший водный аттракцион на Мальорке.